# Laubiericoncha nanshaensis
Laubiericoncha nanshaensis is een tweekleppigensoort uit de familie van de Vesicomyidae. De wetenschappelijke naam van de soort is voor het eerst geldig gepubliceerd in 1991 door Xu & Shen.